# 横須賀市立長井中学校
横須賀市立長井中学校（よこすかしりつ ながいちゅうがっこう）とは、神奈川県横須賀市長井にある市立中学校。

## 沿革
- 1947年（昭和22年）
  - 開校。
  - 10月6日 - 横須賀市立武山中学校が分離。
- 2009年（平成21年）5月 - 敷地内のフェニックスが景観重要樹木に指定される[1]。

## 通学区域
2014年度は長井である。

## 進学前小学校
- 横須賀市立長井小学校 - 全域

また、公立学校選択制により、以下の学校からも進学できる。
- 横須賀市立富士見小学校
- 横須賀市立武山小学校
- 横須賀市立荻野小学校
- 横須賀市立大楠小学校

## 交通
- 京浜急行バス 長井小学校バス停より徒歩9分